# Бударівський Яр
Бударівський Яр (також Горбатий Яр) — річка в Україні, у Вовчанській міській громаді Чугуївського району  Харківської області. Ліва притока Вовчої (басейн Сіверського Дінця).

## Розташування
Річка бере початок у селі Лукашове, тече переважно на північ через село Красний Яр. Впадає до Вовчої поблизу села Бударки.

## Опис
Довжина річки — 12 км. Площа басейну — 35 км².

## Притоки
- Ярмаків яр - права притока. Бере початок у селі Хижнякове, тече на північний захід. Впадає до Бударівського яру поблизу села Красний Яр. Вздовж річки розташовані села (від витоку до гирла): Хижнякове, Лошакове, Черняків.[1]
- Ясеновий - права притока, впадає північніше села Красний яр.[2]